# Spencer Lofranco
Spencer Rocco Lofranco (Toronto, 18 ottobre 1992) è un attore canadese.

## Biografia
Figlio di un avvocato e di una ballerina di opera, ha frequentato la Robert Land Academy. Attualmente vive a Los Angeles.
Nel 2015 è stato condannato a 50 ore di servizi sociali per omissione di soccorso dopo un incidente automobilistico in cui è rimasta ferita l'attrice Camille Banham.

## Carriera
Debutta nel 2013 in Innamorarsi a Middleton con Andy García e Vera Farmiga.
Nel 2014 ottiene il primo ruolo da protagonista in Jamesy Boy, dove interpreta il tormentato adolescente James Burns. In questo film recita ancora una volta con Taissa Farmiga, presente anche in Innamorarsi a Middleton. Lo stesso anno recita in Unbroken di Angelina Jolie e in Home di John Henry Hinkel.
Nel 2015 appare in Dixieland di Hank Bedford.

## Filmografia

### Cinema
- Innamorarsi a Middleton (At Middleton), regia di Adam Rodgers (2013)
- Jamesy Boy, regia di Trevor White (2014)
- Unbroken, regia di Angelina Jolie (2014)
- Dixieland, regia di Trevor White (2015)
- Home, regia di John Henry Hinkel (2015)
- King Cobra, regia di Justin Kelly (2016)
- Gotti - Il primo padrino (Gotti), regia di Kevin Connolly (2018)